# Liste der Monuments historiques in Signéville
Die Liste der Monuments historiques in Signéville führt die Monuments historiques in der französischen Gemeinde Signéville auf.

## Liste der Objekte
| Bezeichnung | Beschreibung                     | Standort                        | Kennzeichnung | Schutzstatus | Datum | Bild |
| ----------- | -------------------------------- | ------------------------------- | ------------- | ------------ | ----- | ---- |
| Taufbecken  | Stein, Ende des 16. Jahrhunderts | in der Kirche St-Vallier (Lage) | PM52001139    | Classé       | 1983  |      |